# ثينيثاتي
بلدية ثينيثاتي (بالإسبانية: Cenizate) هي بلدية تقع في مقاطعة البسيط التابعة لمنطقة كاستيا لا مانتشا وسط إسبانيا.

## الديموغرافيا
بلغ عدد سكان بلدية ثينيثاتي 1.307 نسمة عام 2011 (وفقاً للمعهد الوطني الإسباني للإحصاء).
| 1.091 | 1.070 | 1.143 | 1.239 | 1.251 | 1.330 | 1.307 |

## أعلام
- روكي دي لا كروز